# Calothamnus blepharospermus
Calothamnus blepharospermus är en myrtenväxtart som beskrevs av Ferdinand von Mueller. Calothamnus blepharospermus ingår i släktet Calothamnus och familjen myrtenväxter. Inga underarter finns listade i Catalogue of Life.